# Pardubické letní kino

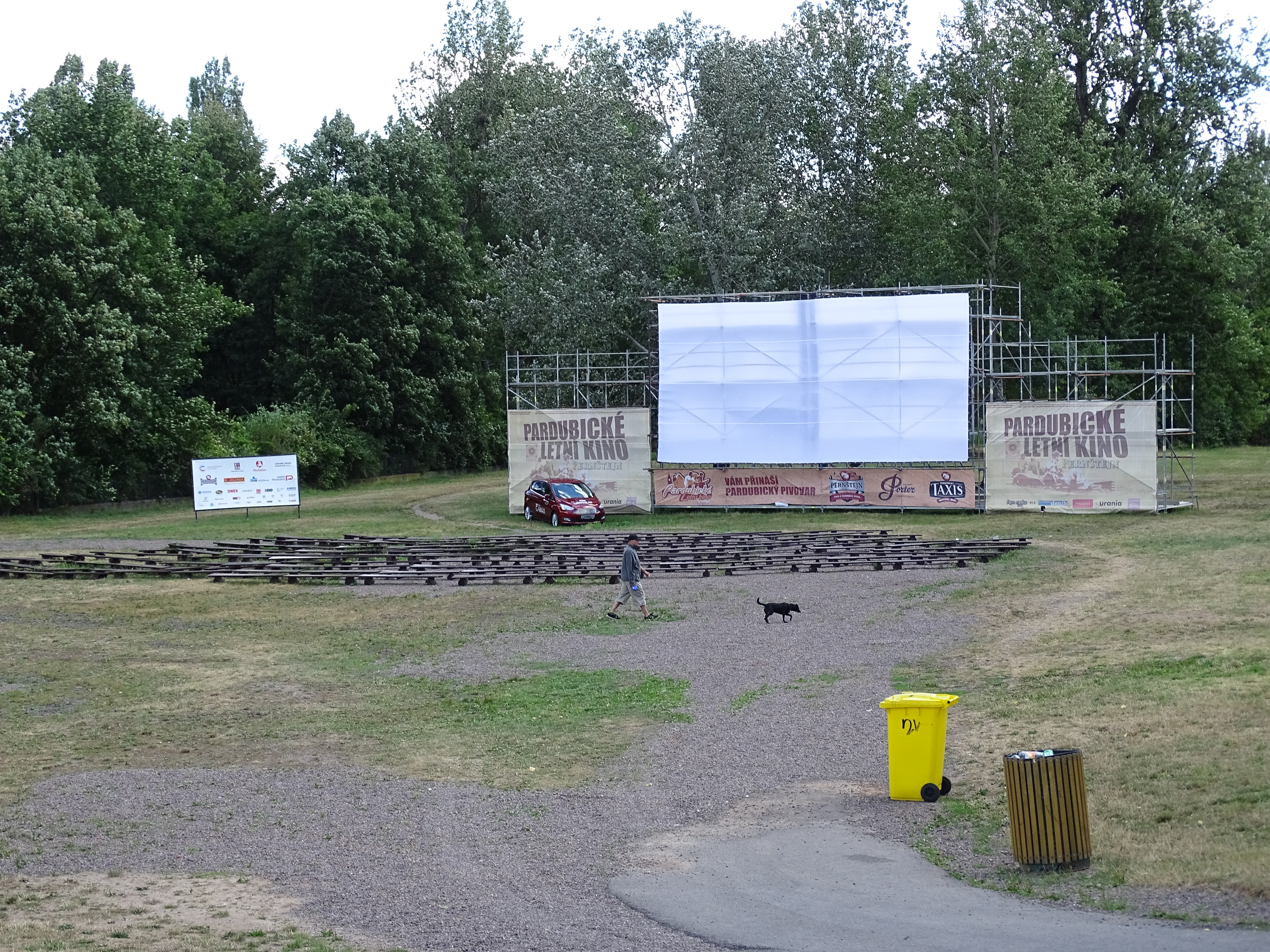
Jedno z působišť letního kina na ulici Kpt. Bartoše, vedle skateparku

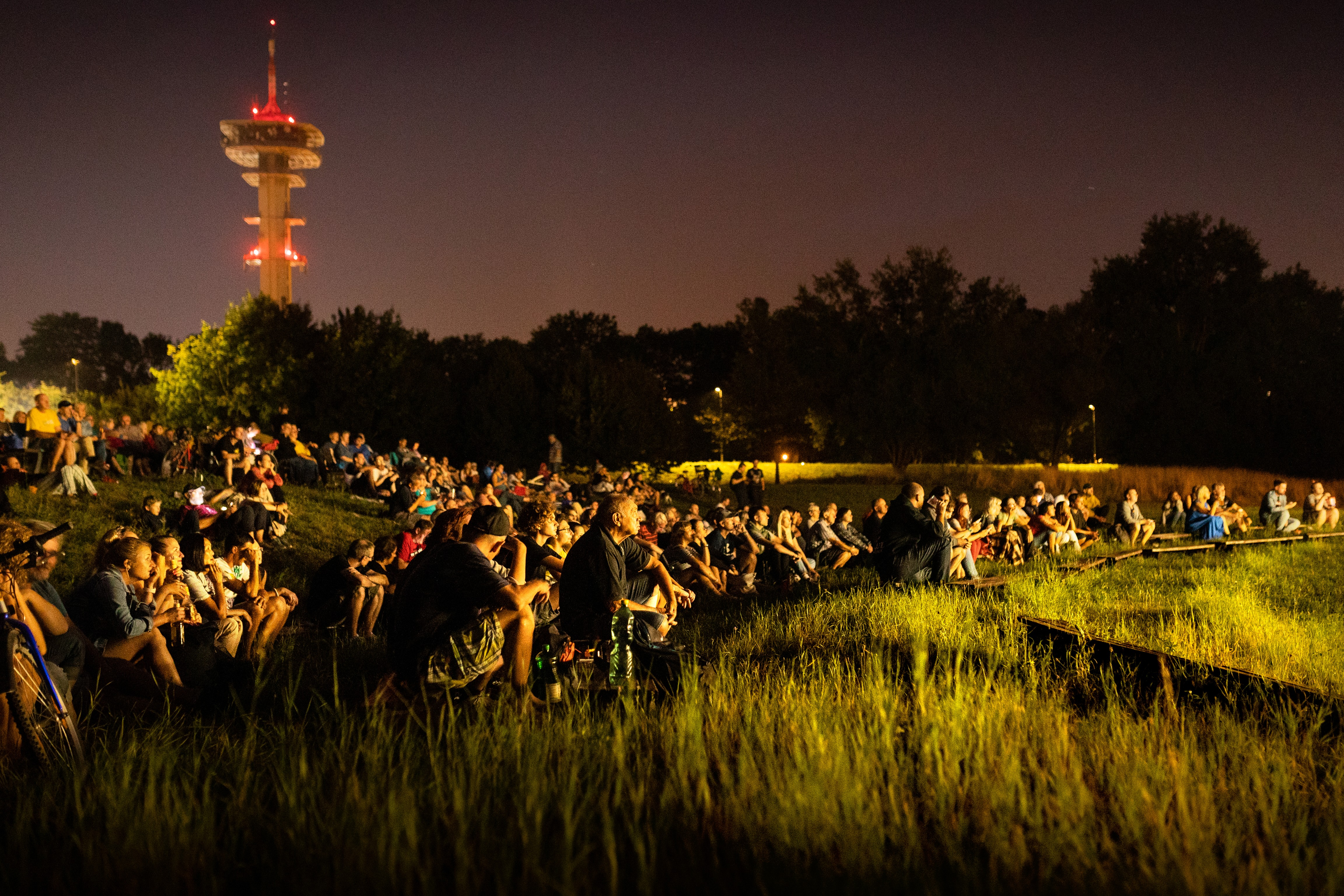
Hlediště Pardubického letního kina Rebel

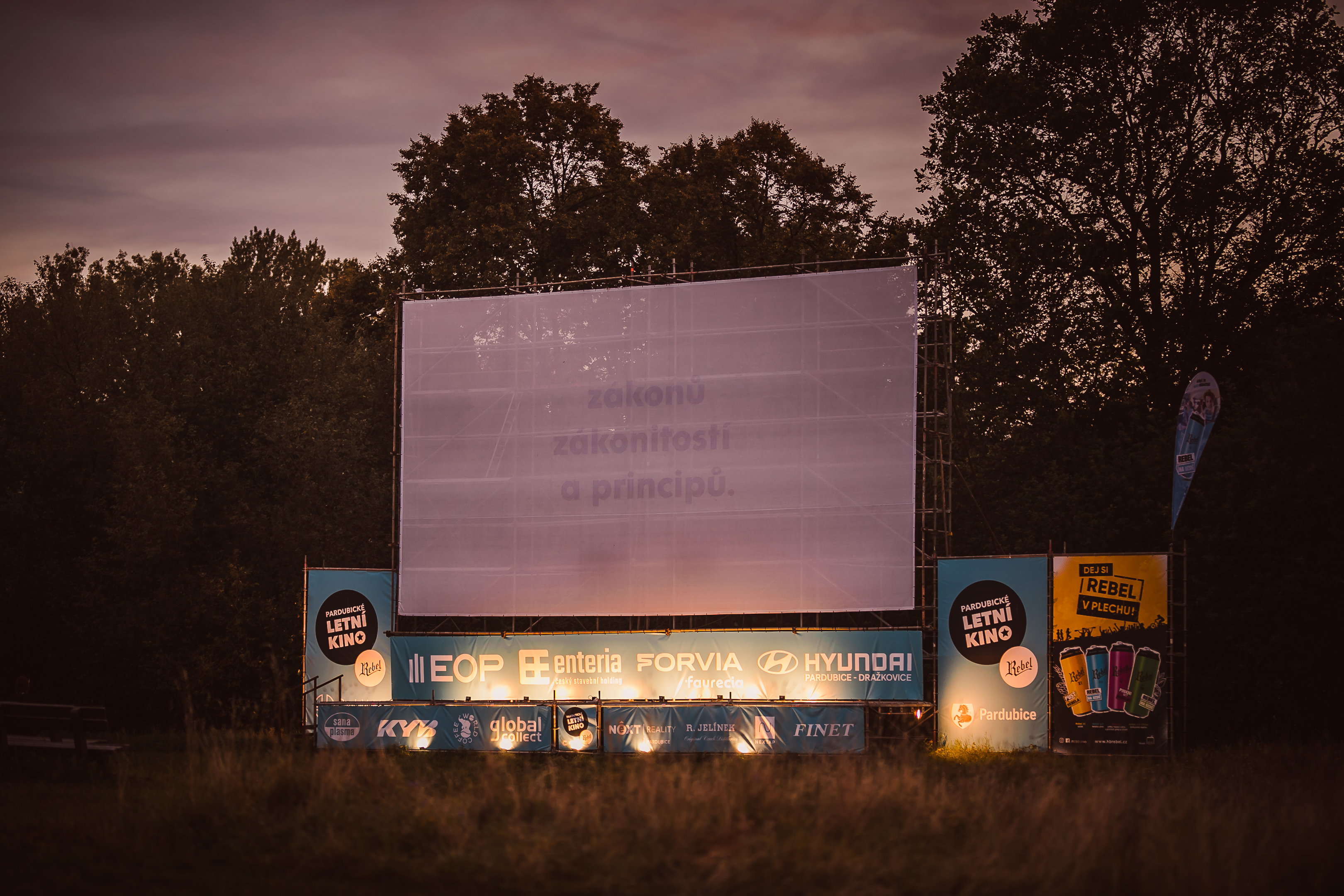
Plátno Pardubického letního kina Rebel

Pardubické Letní kino je letní kino, které promítá pouze přes letní prázdniny, tedy v měsících červenci a srpnu. Projekce je pro všechny návštěvníky zdarma. Charakteristickým znakem tohoto letního kina je, že každý den v týdnu je vyhrazen konkrétnímu filmovému žánru. Často se pak celým programem letního kina prolíná nějaké významné téma. Pořadatelé se snaží o to, aby většinu českých filmů přijeli uvést jejich tvůrci osobně. Kino nemá žádnou stabilní scénu a za celou dobu své existence promítalo na řadě míst v Pardubicích.

## Historie
Kino začalo poprvé fungovat v roce 2006. Jeho zakladatelé, Jan Motyčka a Tomáš Drechsler, spolupořádali pardubickou část festivalu Febiofest, v jehož rámci uskutečnili v pardubickém krematoriu mimořádnou projekci filmu Spalovač mrtvol. Velký zájem o tuto akci je inspiroval k zorganizování Pardubického letního kina.
V roce 2009 byly na Magistrát města Pardubic předány dvě petice obyvatel z ulic Na Hrádku a Sukovy třídy, kteří si stěžovali na nadměrný hluk a rušení nočního klidu. Tato situace vyvolala hlasitý nesouhlas lidí, kteří naopak letní kino považovali za kulturní akci, která naopak centrum města oživuje a patří k němu. Vznikla tedy i petice, která naopak za setrvání kina v Tyršových sadech bojovala. Organizátoři této petice se snažili zachovat objektivitu a na petičním místě byly připraveny petiční archy jak pro zachování kina, tak i proti tomuto projektu.. Kolem roku 2011 stížnosti na kino utichly.

## Místa kde kino promítalo
Kino promítalo nejdříve v Tyršových sadech. Na tomto místě promítalo kino po dlouhou dobu (v letech 2006 - 2011). V roce 2012 se letní kino muselo přesunout do areálu u pardubického skateparku v městské části Polabiny. Zejména kvůli připravované revitalizaci Tyršových sadů Protože revitalizace parku nebyla zahájena, vrátilo se po roce letní kino nakrátko zpět do Tyršových sadů (2013 - 2014). V Tyršových sadech začala v roce 2014 rozsáhlá revitalizace a poté už se letní kino do parku nemohlo vrátit.. Na další dva roky (2015 - 2016) se letní kino opět přemístilo do lokality v blízkosti skateparku.. V roce 2017 se kino přesunulo opět do sousedství Tyršových sadů, na hliněnou plochu v místě bývalých jatek, kde se v roce 2016 konal olympijský Rio park.
Od roku 2018 letní kino promítá na břehu Labe v blízkosti mostu Pavla Wonky.
| Místo                | Souřadnice                      | Období                   |
| -------------------- | ------------------------------- | ------------------------ |
| Tyršovy sady         | 50°2′25″ s. š., 15°46′27″ v. d. | 2006 - 2011, 2013 - 2014 |
| Areál u skateparku   | 50°2′7″ s. š., 15°45′20″ v. d.  | 2012, 2015 - 2016        |
| Areál bývalých jatek | 50°2′32″ s. š., 15°46′24″ v. d. | 2017                     |
| U Wonkova mostu      | 50°2′31″ s. š., 15°45′59″ v. d. | 2018 -                   |

## Související akce
V roce 2017 se organizátoři letního kina rozhodli nabídnout podobný zážitek i v jiných místech. V Hrochově Týnci a na dvou místech v Praze, ve Žlutých lázních a v zahradách Anežského kláštera.. Od roku 2018 se promítá i v pardubické městské části Dubina.